# مقاطعة سانتا كروز (أريزونا)
مقاطعة سانتا كروز (بالإنجليزية: Santa Cruz County)‏ هي إحدى مقاطعات ولاية أريزونا في الولايات المتحدة الأمريكية.